# Skrivare (yrke)

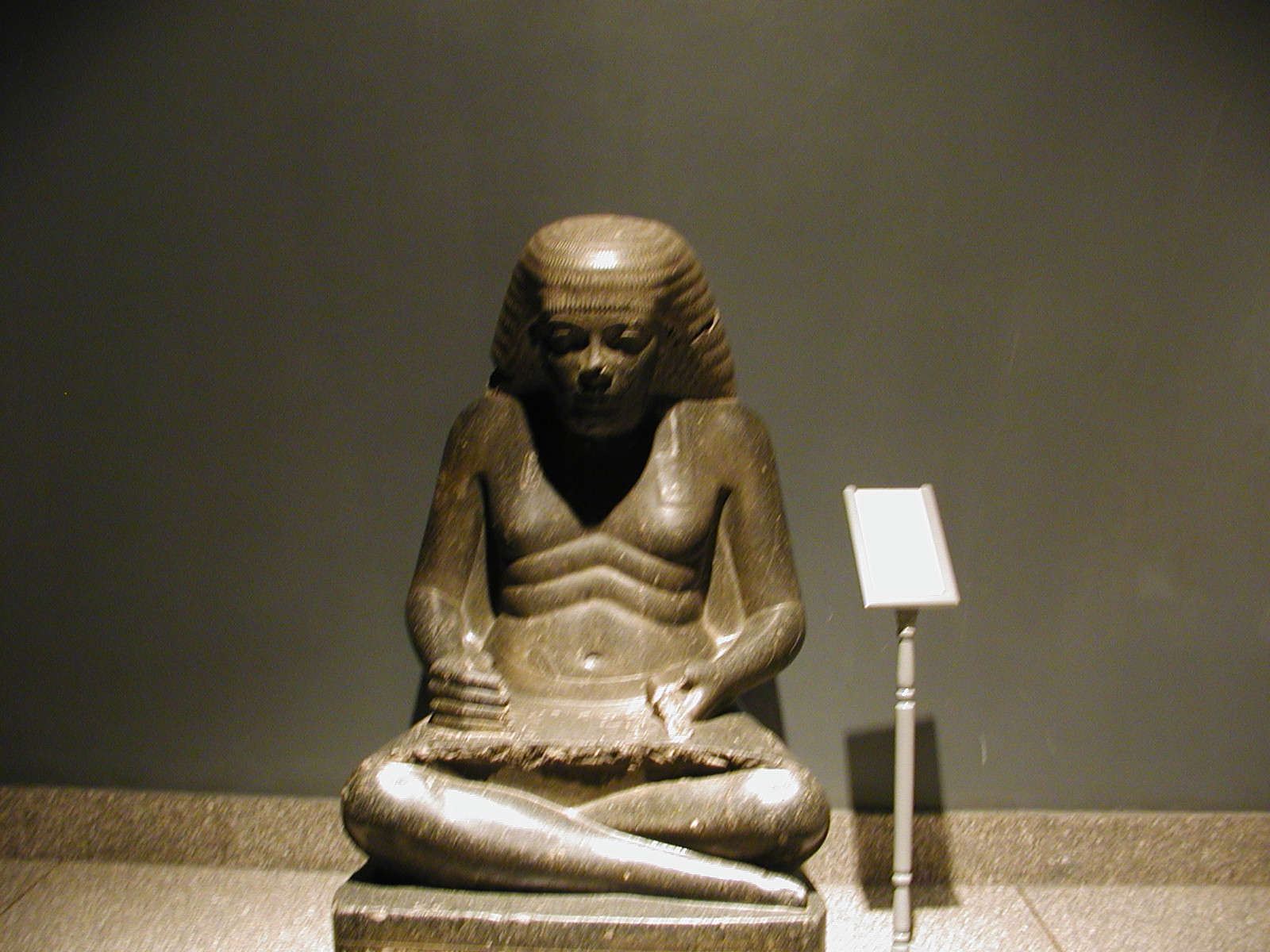
En egyptisk skrivare.

Skrivare var under antiken ett yrke som omfattade skrivning, särskilt i samhällen med bristfällig läskunnighet. Skrivare ägnade sig framför allt åt bokföring och registrering. I medeltidens Europa togs skrivning till stor del över av munkar. En motsvarighet[källa behövs] i Norden var runristare.
Tryckpressen gjorde att skrivarens uppdrag delvis ersattes av typografer. Senare har också maskinskriverskor och sekreterare haft liknande uppgifter, de senare vid sidan av annat arbete.